# Arvid Müller
Arvid Müller, född 2 april 1906 i Köpenhamn, död 1 juli 1964, var en dansk författare, manusförfattare, kompositör och sångtextförfattare. Han är bror till författaren Børge Müller.

## Filmmanus i urval
- 1950 – Min fru är oskyldig
- 1951 – Kvinnan bakom allt
- 1956 – Vad vill ni ha?
- 1957 – Ängel i svart
- 1959 – En flicka en gitarr en trumpet
- 1962 – Den kära familjen